# ASK Riga (lední hokej)
ASK Riga (Armijas Sporta Kluba - Armádní Sportovní Klub) byl lotyšský hokejový oddíl z hlavního města Rigy. Klub hrával Lotyšskou hokejovou ligu od její první sezóny 1931/32, a se svými 5 tituly se stal nejúspěšnějším Lotyšským klubem v době než byly Lotyšské kluby po druhé světové válce začleněny do soutěží v systému Sovětského svazu. 

## Historie
Svůj první oficiální zápas ASK Riga odehrál 3.1.1932 s týmem Union Riga 0:1 v rámci Rižské skupiny Lotyšské ligy ze které postupoval pouze vítěz do finále o mistra ligy, a ASK Riga skončil v této skupině na 5. místě ze 6 týmů. V sezóně 1932/33 Rižské skupiny získal ASK Riga spolu s týmem Union Riga 6 bodů, a přesto že ASK Riga vyhrál vzájemný zápas (2:0), měl lepší celkové skóre (5:0) a jako jediný tým neprohrál (2 výhry a 2 remízy), hrál se mezi těmito dvěma týmy finálový zápas o postup. ASK Riga prohrál 1:3 a do celostátního finále proti nejlepšímu týmu z Liepāja nepostoupil. Sezóny 1933/34 se účastnilo 6 týmů z Rigy ASK Riga na úvod porazil Kaiserwald Riga 19:0 a s 9 výhrami se stal poprvé Lotyšským mistrem. V sezónách 1934/35 a 1935/36 tým svůj titul obhajuje v sezóně 1936/37 končí druhý a v sezónách 1937/38 a 1938/39 opět vítězí. Do sezóny 1939/40 je Lotyšsko izolováno německo-sovětským paktem. Tajná klauzule této dohody dostává zemi pod vliv SSSR, a Lotyšskou hokejovou ligu hrají pouze 3 týmy z Rigy. ASK Riga se v posledním předválečném ročníku umísťuje na druhém místě a po té tento Armádní Sportovní Klub mizí.

## Umístění
| Sezóna  | Místo | Soutěž                 | Poznámka                 |
| ------- | ----- | ---------------------- | ------------------------ |
| 1931/32 | 5.    | Lotyšská hokejová liga | nepostup ze skupiny Riga |
| 1932/33 | 2.    | Lotyšská hokejová liga | nepostup ze skupiny Riga |
| 1933/34 | 1.    | Lotyšská hokejová liga |                          |
| 1934/35 | 1.    | Lotyšská hokejová liga |                          |
| 1935/36 | 1.    | Lotyšská hokejová liga |                          |
| 1936/37 | 2.    | Lotyšská hokejová liga |                          |
| 1937/38 | 1.    | Lotyšská hokejová liga |                          |
| 1938/39 | 1.    | Lotyšská hokejová liga |                          |
| 1939/40 | 2.    | Lotyšská hokejová liga |                          |